# Sacha Treille
Sacha Treille (Grenoble, 6 novembre 1987) è un hockeista su ghiaccio francese.
Anche il fratello Yorick Treille è un hockeista su ghiaccio.

## Carriera

### Club
La sua carriera è iniziata nella stagione 2005/06 con i Brûleurs de Loups de Grenoble, in cui è rimasto fino al 2007/08. Nel 2008/09 ha giocato in Svezia con il Färjestads BK. Anche negli anni successivi ha giocato in Svezia con Nybro Vikings IF, Bofors IK e Malmö Redhawks.
Nella stagione 2010/11 si è trasferito in Repubblica Ceca, dove ha indossato le maglie di HC Kladno (2010/11, 2013/14), HC Sparta Prague (2010-2012, 2012/13), HC Berounští Medvědi (2011-2012), HC Slovan Ústečtí Lvi (2011/12), HC Litoměřice (2012/13).
Dopo un'annata in Germania con gli Straubing Tigers (2014/15), ha fatto ritorno in patria con i Dragons de Rouen, in cui milita dal 2015.

### Nazionale
Con la rappresentativa nazionale francese ha preso parte a diverse edizioni dei campionati mondiali a partire dal 2008.

## Palmarès
- IIHF Continental Cup: 1

Rouen: 2016
- Campionato svedese: 1

Färjestad: 2009-09
- Ligue Magnus: 4

Grenoble: 2006-07, 2018-19, 2021-22
Rouen: 2015-16
- Coppa di Lega francese: 1

Grenoble: 2006-07
- Coppe di Francia: 2

Grenoble: 2007-08
Rouen: 2015-16